# Yechezkel Kutscher
Edward Yechezkel Kutscher (en hebreo: יחזקאל קוטשר‎); (Topoľčany, Imperio austrohúngaro, 1 de junio de 1909 - 12 de diciembre de 1971) fue un filólogo y lingüista hebreo israelí.

## Biografía
Kutscher nació en 1909 en Topoľčany, Eslovaquia, entonces parte del Imperio austrohúngaro. Estudió en la yeshivá de su ciudad natal y, más tarde, en Frankfurt. En 1931 emigró a Eretz Israel y continuó con sus estudios en la Yeshivá Mercaz HaRav y en un seminario de maestros del Movimiento Mizrahi. Posteriormente y durante varios años, enseñó en varias escuelas de Tel Aviv y Jerusalén.
En 1941, completó sus estudios de lingüística hebrea en la Universidad Hebrea de Jerusalén y, en 1949, comenzó a dar clases de lingüística en dicho establecimiento, lo que continuó haciendo hasta su muerte. En 1960 fue nombrado profesor. En 1958 también comenzó a dar conferencias en la Universidad Bar-Ilán.
Durante muchos años, Kutscher fue miembro de la Academia de la Lengua Hebrea y de su predecesor, el Comité de la Lengua Hebrea (Vaʻad ha-lashon ha-ʻIvrit). En 1965 fue nombrado editor del periódico Leshonenu ("Nuestro idioma").
Kutscher fue considerado como "probablemente la mayor autoridad viva en arameo hasta su muerte en 1971". Su trabajo de investigación incluyó el estudio de diferentes escrituras hebreas de la Mishná, incluido el Manuscrito Kaufmann y los Rollos del Mar Muerto. Su trabajo reveló que el Manuscrito Kaufmann es el más auténtico de la Mishná.

## Premios
- En 1961, Kutscher recibió el Premio Israel de Humanidades.[2]